# نصب الجرار
نصب الجرار وهو نصب يقع في العراق بمنطقة العلاوي مقابل مبنى المتحف العراقي، في جانب الكرخ من مدينة بغداد، والنصب من صنع وتصميم الفنان العراقي ميران السعدي، ونصب الجرار يمثل فكرة قديمة، وقد انصبت هذه الفكرة في تشكيلة فنية، ودخل فيها عنصر تدفق المياه من الجرار التي استعملها الإنسان على مر العصور، ويصل ارتفاع النصب حوالي ستة أمتار، ولقد أزيح عنه الستار في عام 1962م.